# 黑药花科
黑药花科（学名：Melanthiaceae）又名藜芦科，共有约25属200余种，主要分布在北半球的温带至寒温带，也有种类分布到马来西亚，南美洲的圭亚那至亚马逊河流域。但没有生长在非洲和澳洲的。中国有5-6属约几十种。
本科植物为多年生草本；根茎短而厚；茎单生，直立；叶对生或3至多枚轮生于茎顶；花两性，辐射对称；果实为浆果或肉质蒴果。
以前许多种分类法将本科分入百合科或单独分为许多科，如延龄草科、白丝草科等，1998年根据基因亲缘关系分类的APG 分类法认为这些属应该归为一科，纳入百合目。

## 属
- 亚眠莲属（Amianthium）
- 矮百合属（ Chamaelirium）
- 白丝草属 （Chionographis）

- Helonias
- 胡麻花属 Heloniopsis
- Kinugasa
- 黑药花属 Melanthium
- 重楼属 Paris
- Pseudotrillium
- Schoenocaulon
- Stenanthium
- Trillidium
- 延龄草属 Trillium
- 藜芦属 Veratrum
- 旱叶百合属 Xerophyllum
- 丫蕊花属 Ypsilandra
- 棋盘花属 Zigadenus